# Бестау (Западно-Казахстанская область)
Бестау (каз. Бестау) — упразднённое село в Бурлинском районе Западно-Казахстанской области Казахстана. Ликвидировано в 2019 г. Входило в состав Кызылталского сельского округа. Код КАТО — 273656400.

## Население
В 1999 году население села составляло 255 человек (149 мужчин и 106 женщин). По данным переписи 2009 года, в селе проживало 118 человек (57 мужчин и 61 женщина).